# 5-й Массачусетский пехотный полк
5-й Массачусетский пехотный полк (англ. 5th Massachusetts Volunteer Infantry Regiment) — представлял собой один из пехотных полков армии Союза во время Гражданской войны в США. Полк был сформирован в апреле 1861 года сроком на 90 дней, принял участие в первом сражении при Булл-Ран и был расформирован вскоре после сражения. В 1864 году полк был повторно сформирован сроком на 100 дней.

## Формирование
В XVIII веке в Массачусетсе несколько раз формировался и распускался полк, носивший название «5-й Массачусетский». Одно из формирований имело место в годы войны за независимость: тот полк принимал участие в сражении при Банкер-Хилл, при Трентоне и Саратоге. С 1855 года в Массачусетсе существовал 5-й Массачусетский полк ополчения, который возглавил полковник Чарльз Роджерс. В 1861 году этот полк находился под командованием полковника Самуэля Лоуренса и 15 апреля был принят на службу в федеральную армию сроком на 90 дней.